# Atili Fortunacià
Atili Fortunacià (llatí: Atilius Fortunatianus) va ser un gramàtic de l'antiga Roma autor d'un tractat sobre la prosòdia i el metre d'Horaci. El text conservat està en mal estat, mal arranjat i ordenat, atès que probablement conté parts d'altres obres, només una de les quals és de Fortunacià. Va ser escrit abans del segle v, atès que l'esmenta Cassiodor; probablement cal situar Fortunacià cap al tombant del segle iii al iv.